# Салдана, Тереза
Тере́за Салда́на (англ. Theresa Saldana; 20 августа 1954, Бруклин, Нью-Йорк, США — 6 июня 2016, Лос-Анджелес, Калифорния, США) — американская актриса и общественный деятель.

## Биография и карьера
Тереза Салдана родилась 20 августа 1954 года в Бруклине (Нью-Йорк, США) в семье Дивины и Тони Салдана.
С конца 1970-х годов снималась в кино и телесериалах.

## Личная жизнь
Тереза Салдана была замужем за Фредом Фелисиано.
С марта 1989 года была замужем за Филом Питерсом, у них есть дочь.

### Покушение на убийство
46-летнего бродягу Артура Ричарда Джексона Салдана начала привлекать после просмотра фильма «Неповиновение» (1980). Джексон, выдав себя за помощника Мартина Скорсезе, разузнал адрес актрисы, заявив, что ему нужно связаться с ней в рабочих целях.
Джексон, узнав местонахождение Терезы, подошёл к ней среди бела дня и ударил примерно десять раз четырнадцатисантиметровым ножом в живот. Нападение было настолько ожесточённым, что нож искривился. Нападение было прекращено после того, как Джефф Фенн услышал крики Терезы и бросился к ней на помощь. Салдана выжила и восстанавливалась в течение четырёх месяцев в «Motion Picture Hospital».
Джексон, отсидев 14 лет в американской тюрьме за нападение на актрису и её спасителя, был экстрадирован в Великобританию в 1996 году, где шли разбирательства по поводу грабежа и убийства, совершённого Джексоном. В 2004 году 68-летний Джексон скончался от сердечного приступа в британской психиатрической больнице.
Преступление Джексона вдохновило Роберта Джона Бардо, который преследовал три года, а затем убил молодую актрису Ребекку Шеффер.
Джефф Фенн за проявленное мужество был награждён медалью Carnegie Hero Fund.

## Смерть
Умерла 6 июня 2016 года в Лос-Анджелесе из-за осложнений, вызванных пневмонией.